# Just Looking
Just Looking è un film del 1995 diretto da Tyler Bensinger.

## Trama
Jim è un architetto di 33 anni sposato con Mary da 10 anni; stressato dal matrimonio, diventa un guardone, spiando la sua vicina di casa.